# منادي البلدة

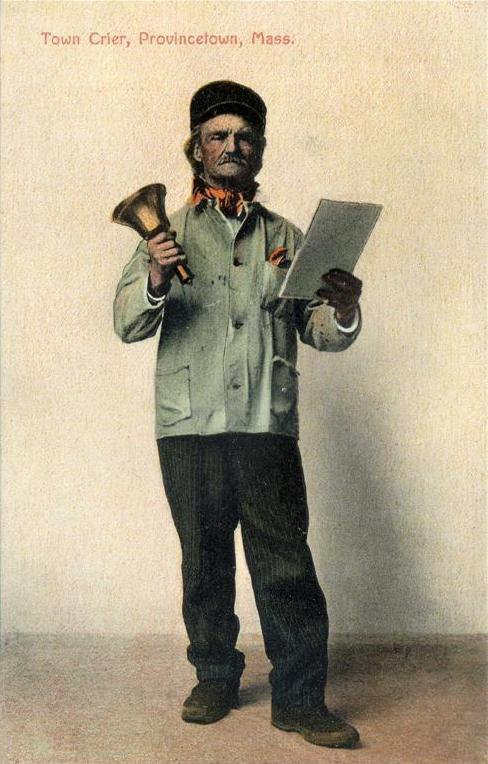
منادي البلدة في بروفينستاون (ماساتشوستس) عام 1909

منادي البلدة هو موظفٌ في البلاط الملكي أو السلطة العامة يُصدر تصريحاتٍ عامةٍ حسب الحاجة.